# Power Mac G5
Power Mac G5は、Power Macシリーズとして2003年から2006年にかけ、Appleによってデザイン、製造、販売された一連のパーソナルコンピュータである。

## 概要
2003年6月のWorldwide Developers Conferenceにおいて、スティーブ・ジョブズによる基調講演で正式に発表された。発表時点ではAppleのラインナップ中で最も強力なコンピュータであり、世界初の64ビットデスクトップコンピュータとして販売された。
初めてアルミ合金製の筐体を採用したMacの1つである。
Power Mac G5は3世代に渡り発売されたが、MacのIntelプロセッサへの移行に伴って登場したMac Proに置き換わる形で生産終了となった。その後もMac Proは、Power Mac G5の筐体デザインの外観を7年間踏襲していたため、このアルミ筐体はAppleの歴史の中で最も長寿なデザインのひとつとなった。

## 特徴
Power Mac G5は、同一の筐体上で機能や性能に違いのある3つのモデルが導入された。Power Mac G5の筐体はPower Mac G4より大きいものの、複雑な冷却システムを採用したために、光学ドライブ1台とハードディスク2台分のスペースしか内部にとれなかった。
ジョブズは基調講演で、Power Mac G5が「12カ月以内に3GHzに到達する」と発言していた。しかし、これは実現しなかった。PowerPC G5は2年後でも2.7GHzにしか到達せず、3年後には最大3GHzのIntel Xeonプロセッサを搭載したMac Proに取って代わられたのである。
Appleはバージニア工科大学のMac OS Xコンピュータクラスタ・スーパーコンピュータ（通称：スーパークラスタ）「System X」を披露し、処理ノードとして動作する1100台のPower Mac G5 Dual 2.0GHzモデルで構成されていることを明らかにした。このスーパーコンピュータは、2003年11月のTOP500でトップ3に入ることができた。このシステムは1年経たずに解体され、2.3GHzで動作するDual PowerPC G5チップを使用した同数のXserve G5クラスタノードモデルで構成された新しいクラスタに置き換えられ20%性能アップを果たした。

## PowerPC G5とIBMとのパートナーシップ

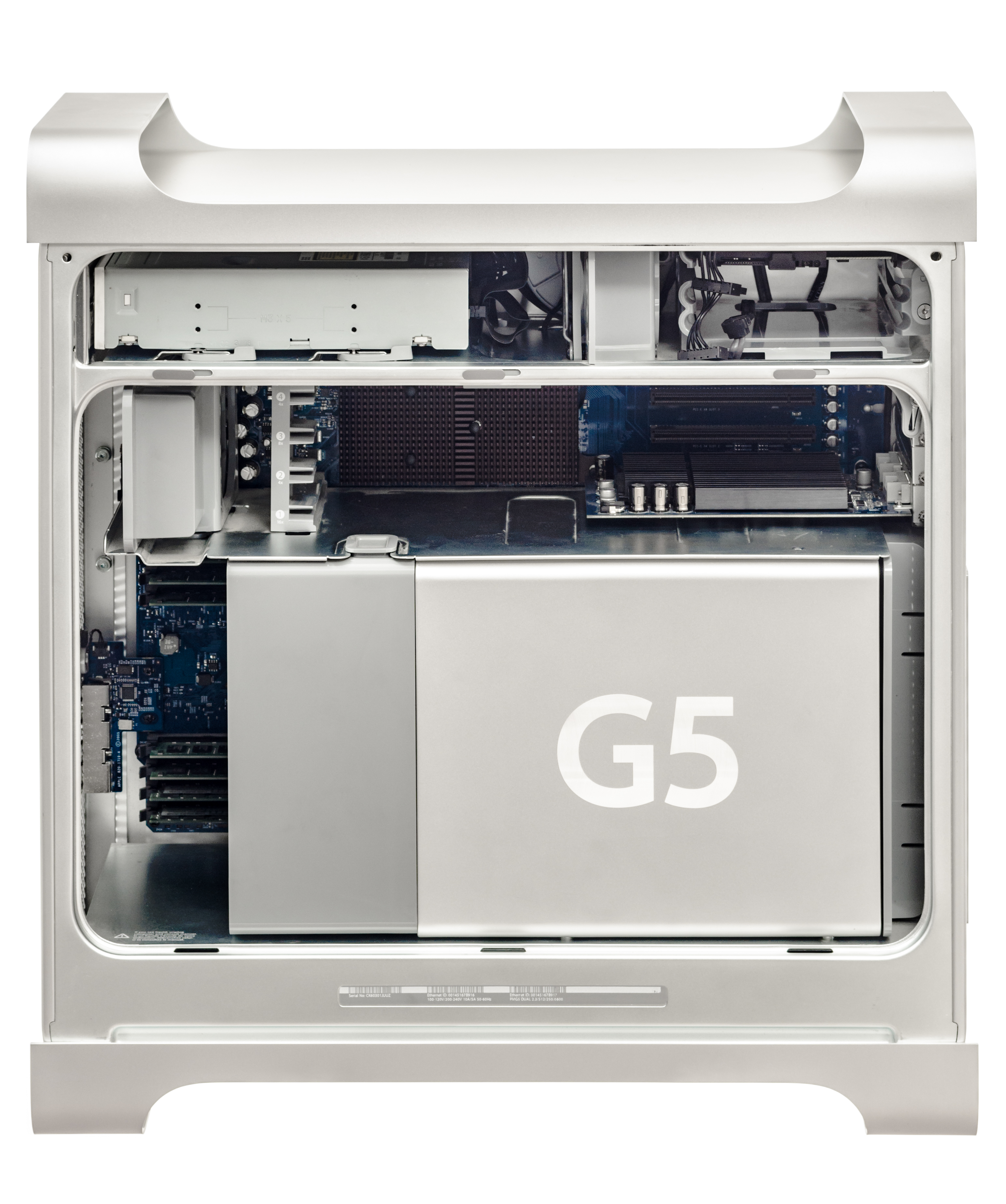
Power Mac G5 (Late 2005)モデルの内部

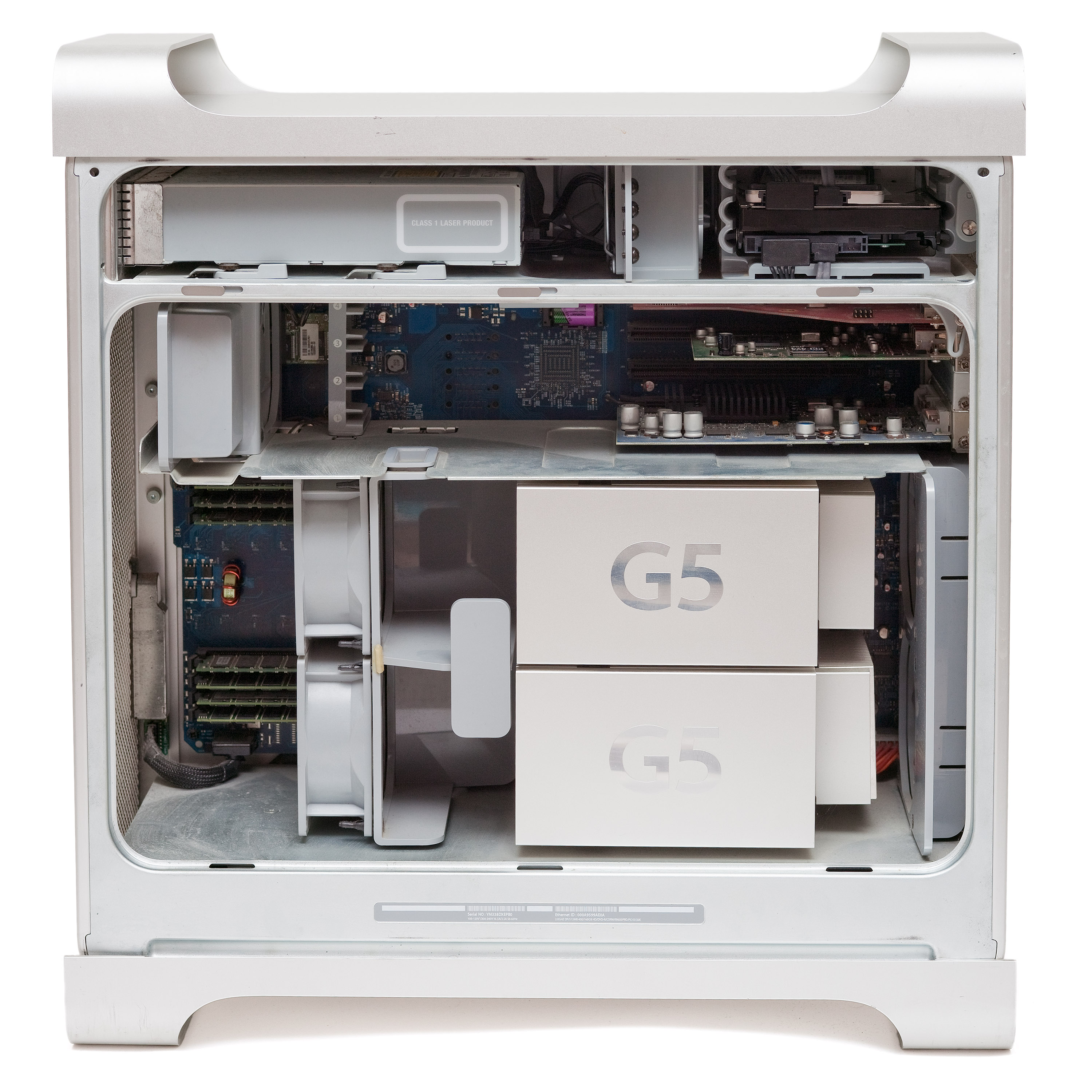
空冷デュアルプロセッサ 2003モデルの内部

PowerPC G5（製造元のIBMによる型番はPowerPC 970）は、IBMの64ビットPOWER4マイクロプロセッサーに基づいている。 AppleはPower Mac G5の登場と同時にIBMとのパートナーシップを発表した。IBMは引き続きPOWERプロセッサのPowerPCバリアントを製造するという。 IBMのジョンE.ケリー博士によると、「このパートナーシップの目標は、Appleの驚異的な創造性とIBMの驚異的なテクノロジーの両方を、Appleのユーザーが最大限に活用できるようにすることである。 IBMは、これらの大きな300mmウェハーを製造するために、新しい製造工場に30億米ドル以上を投資した。」この工場は、ニューヨーク州イーストフィッシュキルにある完全自動化された施設であり、IBMのより大規模なマイクロエレクトロニクス戦略に大きく関わっていた。
初期のPowerPC 970には5000万個のトランジスタがあり、 130nmの製造プロセスでIBM CMOS 9Sを使用して製造された。 CMOS 9Sは、1990年代半ばにIBMの研究で発明された、SOI、low-k誘電体絶縁、および銅配線技術の組み合わせである。その後の「G5」プロセッサのリビジョンには、IBMのPowerPC 970FX（90nmでの同様の基本設計）、およびPowerPC 970MPが含まれている。 Appleは、デュアルコアPowerPC 970MPプロセッサを「G5 Dual」（シングルソケット、デュアルコア構成の場合）またはPower Mac G5 Quad（デュアルソケット、4コア構成の場合）と呼んでいる。

## アーキテクチャ

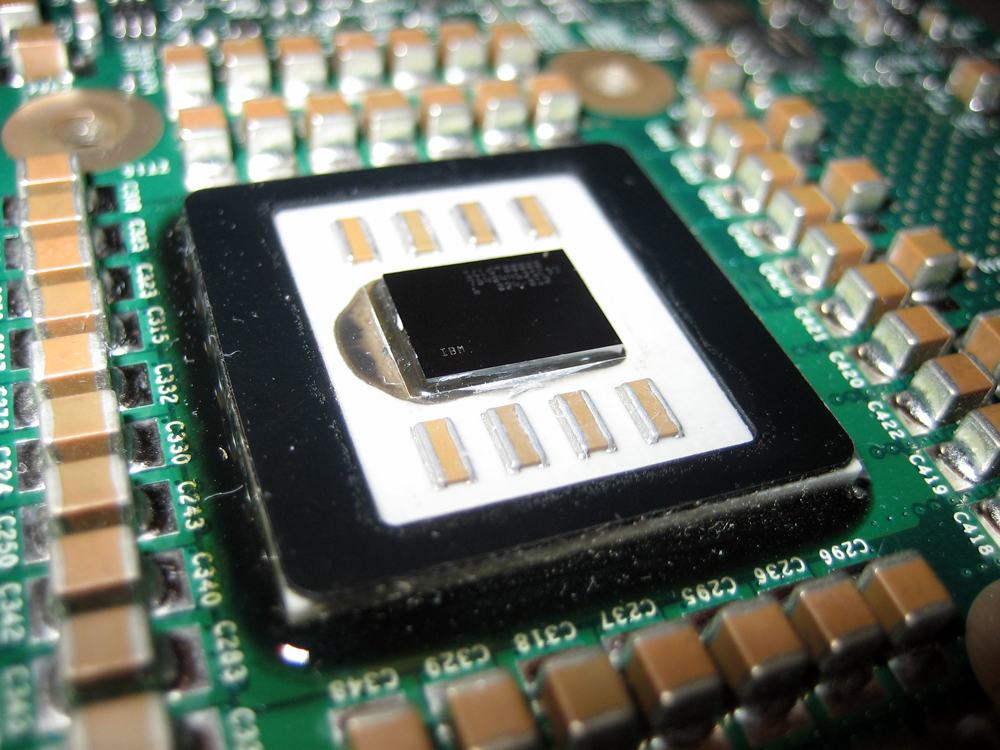
Power Mac G5内のPowerPC 970FX

2006年のPower Mac G5ラインは、3つのデュアルコアPowerPC G5構成で構成されており、HyperTransportを介して内部クロック速度の半分で通信する。 Power Mac G5の各プロセッサには、2つの単方向32ビット経路がある。1つはプロセッサに接続し、もう1つはプロセッサから接続している。これらの結果、合計帯域幅は最大20GB/秒となる。 Power Mac G5の中心にあるプロセッサは、最大216の実行中の命令を処理できる「スーパースカラー、スーパーパイプライン化された」実行コアを備え、 128ビットの162命令SIMDユニット（VMX）を使用できる。
PowerPC 970プロセッサは、242バイト（4テラバイト）の物理メモリと264バイト（16エクサバイト）の仮想メモリをアドレス指定できる。 64ビットプロセッサ（および42ビットMMU ）により、Power Mac G5の最終リビジョンは、 ECCメモリをサポートする8つのメモリスロットを使用して、最大16GBのデュアルチャネルDDR2 PC4200 メモリを搭載できる。

## 製品の更新履歴
特に指定がない限り、すべてシングルコアおよびシングルプロセッサである
| 機種名         | Power Mac G5 | Power Mac G5 (Mid 2004) | Power Mac G5 (Late 2004) | Power Mac G5 (Early 2005) | Power Mac G5 (Late 2005) |
| -------------- | --- | --- | --- | --- | --- |
| コード名       | Omega, Q37 | Niagara, Q77, Q78 | Q77, Q78 | N/A | Cypher |
| モデル識別子   | PowerMac7,2 | PowerMac7,3 | PowerMac9,1 | PowerMac7,3 | PowerMac11,2 |
| CPU            | 1.6, 1.8, デュアル1.8, デュアル2GHz PowerPC 970 | 1.8, 2, 2.5GHz PowerPC 970FX (デュアルプロセッサ)                                                                                                  | 1.8GHz PowerPC 970FX | 2, 2.3, or 2.7GHz PowerPC 970FX (デュアルプロセッサ)                                                                                   | 2GHz, 2.3GHz, デュアル2.5GHz PowerPC 970MP (デュアルコア)                                                                              |
| キャッシュ     | 64 KB (instruction), 32 KB (data) L1, 512 KB L2 | 64 KB (instruction), 32 KB (data) L1, 512 KB L2 | 64 KB (instruction), 32 KB (data) L1, 512 KB L2 | 64 KB (instruction), 32 KB (data) L1, 512 KB L2                                                                                        | 64K (instruction), 32K (data) L1, 1 MB L2 per core                                                                                     |
| HyperTransport | 800, 900, デュアル900MHz, Dual 1GHz (2:1) | デュアル 900MHz, デュアル 1, デュアル1.25GHz (2:1)                                                                                                 | 600MHz (3:1) | デュアル 1, デュアル 1.15, デュアル 1.35GHz (2:1)                                                                                      | 1, 1.15, デュアル1.25GHz (2:1) |
| メモリ         | 256MB PC-2700 DDR RAM (1.6 GHz) 最大4 GB | 256MB PC-2700 DDR RAM (1.8 GHz) 最大4GB | 256MB PC-2700 DDR RAM 最大4GB | 512MB PC-3200 DDR SDRAM 最大4GB (2 GHz) 8GB (2.3 and 2.7 GHz)                                                                          | 512MB PC2-4200 DDR2 SDRAM 最大16GB |
| メモリ         | 512MB PC-3200 DDR SDRAM (1.8 GHz) 最大8GB | 512MB PC-3200 DDR SDRAM (2, 2.5GHz) 最大8GB | 256MB PC-2700 DDR RAM 最大4GB | 512MB PC-3200 DDR SDRAM 最大4GB (2 GHz) 8GB (2.3 and 2.7 GHz)                                                                          | 512MB PC2-4200 DDR2 SDRAM 最大16GB |
| ビデオカード   | NVIDIA GeForceFX 5200 Ultra, GeForce 6800 Ultra DDL, ATI Radeon 9600 Pro, Radeon 9800 Pro 64, 128, 256MB DDR RAM                                   | NVIDIA GeForceFX 5200 Ultra, GeForce 6800 GT DDL, GeForce 6800 Ultra DDL, ATI Radeon 9600 XT, or Radeon 9800 XT 64, 128, 256MB DDR RAM             | NVIDIA GeForceFX 5200 Ultra, GeForce 6800 GT DDL, GeForce 6800 Ultra DDL, ATI Radeon 9600 XT, or Radeon 9800 XT 64, 128, 256MB DDR RAM             | NVIDIA GeForce 6800 Ultra DDL, ATI Radeon 9600, Radeon 9650, Radeon X850 XT 128, 256MB DDR RAM                                         | NVIDIA GeForce 6600 LE, GeForce 6600, GeForce 7800 GT, or Quadro FX 4500 128, 256, 512MB DDR RAM                                       |
| ハードドライブ | 80, 160, 250GB | 80, 160, 250GB | 80, 160, 250GB | 160, 250, 400GB | 160, 250, 500GB |
| ハードドライブ | Serial ATA 7200-rpm | | | | |
| 光学式ドライブ | 4倍速SuperDrive 4/8/16/8/32倍速DVD-R/CD-RW | 8倍速SuperDrive 8/10/24/10/32倍速DVD-R/CD-RW | 8倍速SuperDrive 8/10/24/10/32倍速DVD-R/CD-RW | 16倍速SuperDrive DVD+R DL/DVD±RW/CD-RW                                                                                                 | 16倍速SuperDrive DVD+R DL/DVD±RW/CD-RW                                                                                                 |
| 通信機能       | AirMac Extreme 802.11b/g (外部アンテナ) オプション ギガビットイーサネット x1 56k V.92モデム (Optional on Late 2004 model) Bluetooth 1.1 オプション | AirMac Extreme 802.11b/g (外部アンテナ) オプション ギガビットイーサネット x1 56k V.92モデム (Optional on Late 2004 model) Bluetooth 1.1 オプション | AirMac Extreme 802.11b/g (外部アンテナ) オプション ギガビットイーサネット x1 56k V.92モデム (Optional on Late 2004 model) Bluetooth 1.1 オプション | AirMac Extreme 802.11b/g (外部アンテナ) オプション ギガビットイーサネット x1 56k V.92モデム Bluetooth 2.0+EDR オプション               | AirMac Extreme 802.11b/g (内部アンテナ) /Bluetooth 2.0+EDRカード オプション ギガビットイーサネット x2                                  |
| 拡張スロット   | 33MHz 64-bit PCI x3 8x AGP Pro (1.6GHz) x1 | 33MHz 64-bit PCI x3 8x AGP Pro (1.8GHz) x1 | 33MHz 64-bit PCI x3 8x AGP Pro x1 | 33MHz 64-bit PCI x3 8x AGP Pro (2 GHz) x1                                                                                              | 4レーン PCI Express x2 8レーンPCI Express x1 16レーンPCI Express x1                                                                    |
| 拡張スロット   | 100MHz 64-bit PCI-X x2 133MHz 64-bit PCI-X x1 8x AGP Pro (1.8GHz single+) x1                                                                       | 100MHz 64-bit PCI-X x2 133MHz 64-bit PCI-X x1 8x AGP Pro (2GHz+) x1                                                                                | 33MHz 64-bit PCI x3 8x AGP Pro x1 | 100MHz 64-bit PCI-X x2 133MHz 64-bit PCI-X x1 8x AGP Pro (2.3 GHz) x1                                                                  | 4レーン PCI Express x2 8レーンPCI Express x1 16レーンPCI Express x1                                                                    |
| USBポート      | USB 2.0 x3 | USB 2.0 x3 | USB 2.0 x3 | USB 2.0 x3 | USB 2.0 x4 |
| FireWireポート | FireWire 400 x2, FireWire 800 x2 | FireWire 400 x2, FireWire 800 x2 | FireWire 400 x2, FireWire 800 x2 | FireWire 400 x2, FireWire 800 x2 | FireWire 400 x2, FireWire 800 x2 |
| オーディオ     | 内蔵モノラルスピーカ オーディオインミニジャック x1 オーディオアウトミニジャック x2 光入力S/PDIF (Toslink) x1 光出力S/PDIF (Toslink) x1             | 内蔵モノラルスピーカ オーディオインミニジャック x1 オーディオアウトミニジャック x2 光入力S/PDIF (Toslink) x1 光出力S/PDIF (Toslink) x1             | 内蔵モノラルスピーカ オーディオインミニジャック x1 オーディオアウトミニジャック x2 光入力S/PDIF (Toslink) x1 光出力S/PDIF (Toslink) x1             | 内蔵モノラルスピーカ オーディオインミニジャック x1 オーディオアウトミニジャック x2 光入力S/PDIF (Toslink) x1 光出力S/PDIF (Toslink) x1 | 内蔵モノラルスピーカ オーディオインミニジャック x1 オーディオアウトミニジャック x2 光入力S/PDIF (Toslink) x1 光出力S/PDIF (Toslink) x1 |
| 最終対応OS     | Mac OS X Leopard 10.5.8 | Mac OS X Leopard 10.5.8 | Mac OS X Leopard 10.5.8 | Mac OS X Leopard 10.5.8 | Mac OS X Leopard 10.5.8 |
| サイズ         | 高さ: 52.1cm, 幅: 20.6cm, 奥行き: 47.5cm | 高さ: 52.1cm, 幅: 20.6cm, 奥行き: 47.5cm | 高さ: 52.1cm, 幅: 20.6cm, 奥行き: 47.5cm | 高さ: 52.1cm, 幅: 20.6cm, 奥行き: 47.5cm                                                                                               | 高さ: 52.1cm, 幅: 20.6cm, 奥行き: 47.5cm                                                                                               |
| 重量           | 39.2 lb (17.8 kg) | 44.4 lb (20.1 kg) | 36 lb (16 kg) | 44.4 lb (20.1 kg) | 44.5–48.8 lb (20.2–22.1 kg) |

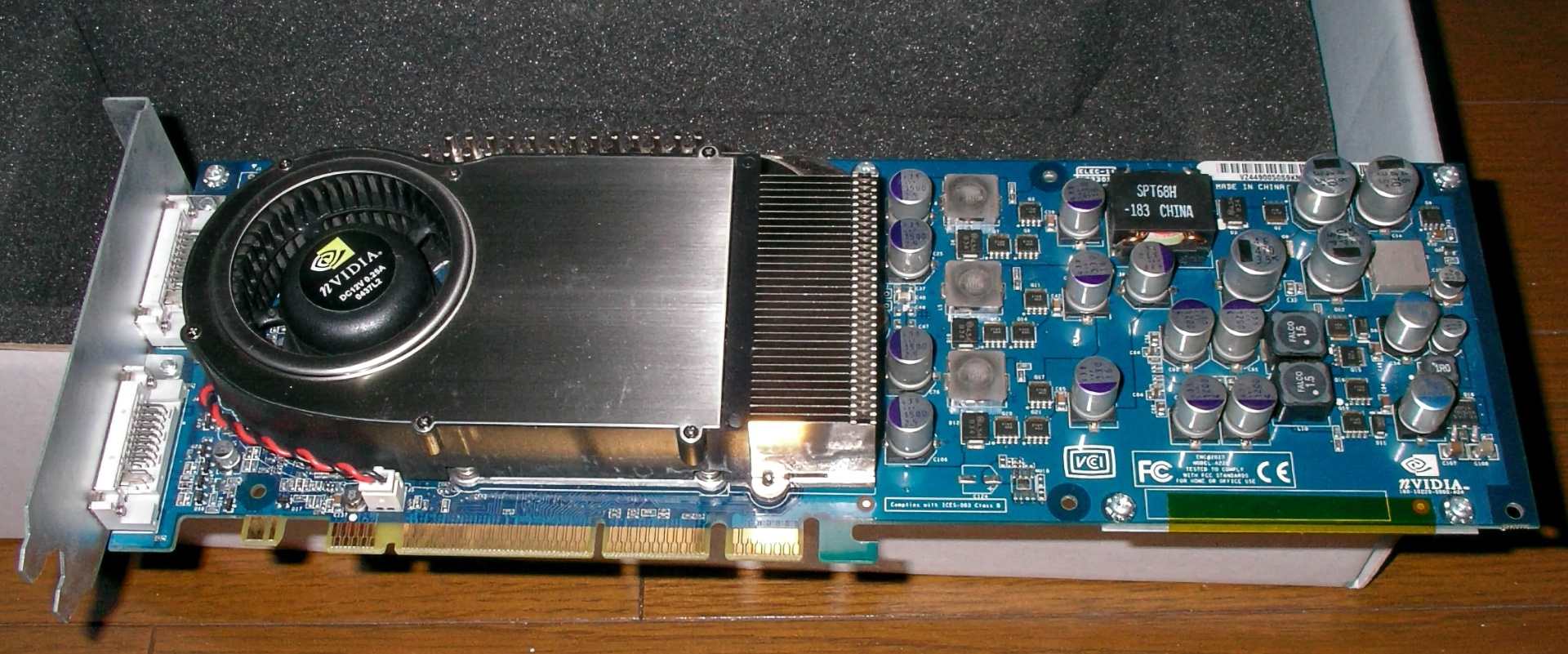
Apple Nvidia GeForce 6800 Ultra DDL 256MB Power Mac G5専用AGP Proカード M9593G/A

- 2003年6月 初期モデルは、シングルプロセッサの1.6GHzと1.8GHz、デュアルプロセッサ2.0GHzの3モデル[17]

- 2003年11月 SP 1.8GHzの後継としてDP 1.8GHzを発売、SP 1.6GHzは値下げ[18]
- 2004年6月 90nm DP 1.8GHz、DP 2.0GHz、DP 2.5GHzが従来の全モデルを置き換える[19]。2.5GHzモデルは、主要PCで初めて液冷が標準装備されたことで注目される。
- 2004年10月 iMac G5のアーキテクチャ（U3liteとShastaチップ）をベースに、HyperTransport 600MHz、PCIバスの遅い新シングルプロセッサ1.8GHzモデルが登場[20]。正式名称は「Power Mac G5 (Late 2004)」
- 2005年4月 CPUが高速化。DP 2.5GHz → DP 2.7GHz (PCI-X, LC), DP 2.0GHz → DP 2.3GHz (PCI-X), DP 1.8GHz → DP 2.0GHz (PCI)となった[21]。新たに導入された機能は、全ラインで16倍速の2層式SuperDriveと、上位モデルで最大800GBとなるストレージの増加である。1.8GHzのSPは変更されなかった。
- 2005年6月～7月 SP 1.8GHzモデルは、米国と欧州で生産中止となった。
- 2005年10月 デュアルコアプロセッサへ移行。 デュアルコア2.0GHz、デュアルコア2.3 GHz、クアッドコア2.5GHz（CPU実行コアを4つ持ち、より信頼できる液冷を備えた）、すべてDDR2メモリ、PCI-Xに代わるPCI Express拡張を備える[22]。旧型のPCI-X、DP 2.7GHzモデルはしばらく販売されたが、速度の遅いシングルコアモデルはすぐに販売終了となった。
- 2006年8月 Power Macは後継機種であるXeonを搭載したMac Proに置き換えられる[23]。

## 不具合

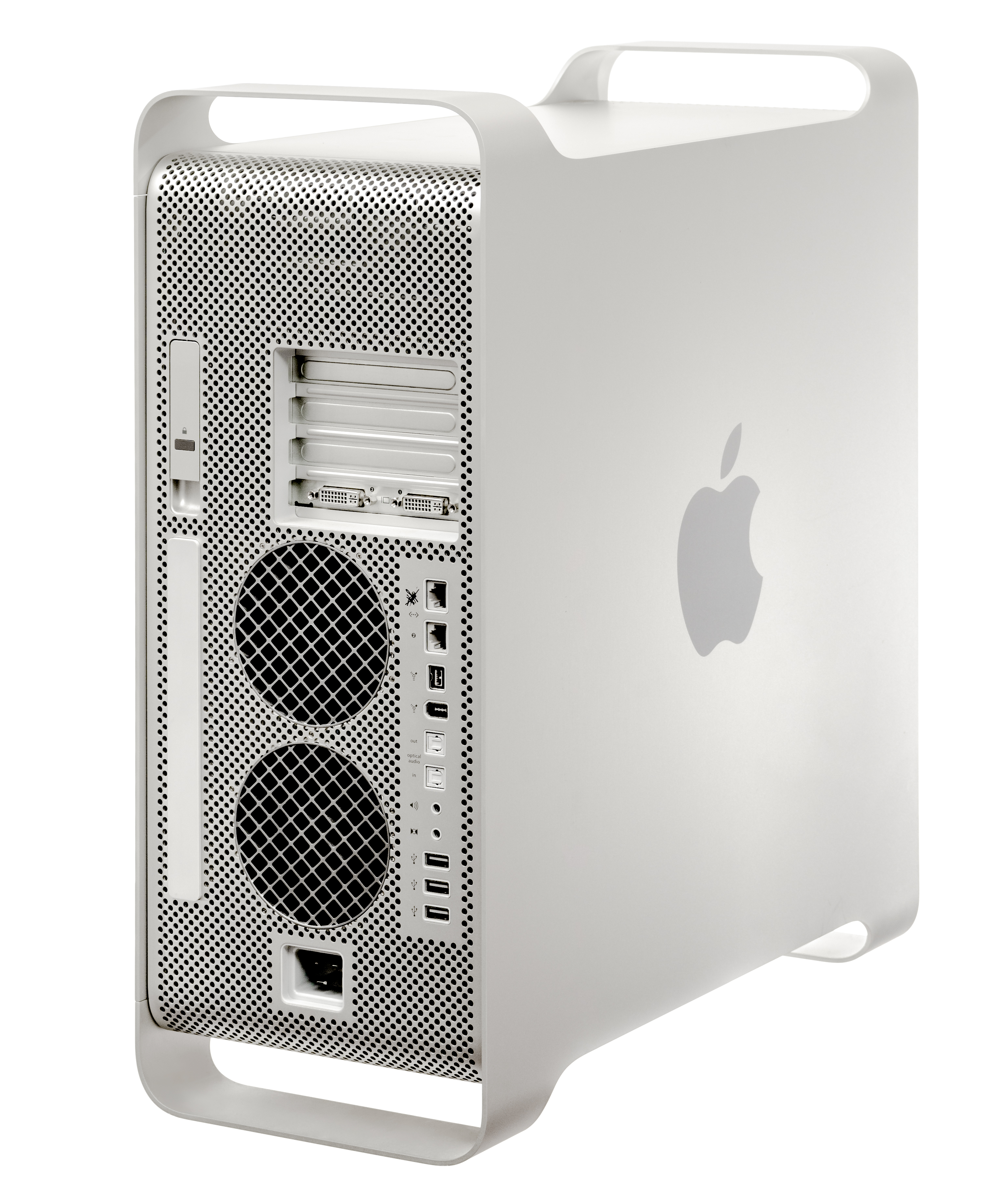
Late 2005のモデルの背面。

デュアルプロセッサPower Mac G5の初期バージョンには、ノイズに関する問題が２つあった。1つはグランドループベースの干渉で 、アナログオーディオ出力へのノイズリークを引き起こすことがある。このバグはRev. Bで修正された。
2つ目は、消費電力の変動からくる「チャープ」音に関する問題である。たとえば、 Exposéを使用すると、短いチャープが発生する。一般的な回避策としては、AppleのCHUDツールを使用してCPUの「nap」機能を無効にする方法があったが、これをAppleは非推奨としていた。この問題は、Power Mac G5 デュアルコア世代まで修正されなかったが、「Late 2004」モデルで解消されていた可能性が高い。原因となっていた消費電力の変動は、後にシングルコアプロセッサの電力管理機能の欠如に起因していたことが判明している。Appleは最終的に、このチャープ音に関するバグ情報をサポートサイトに投稿した。
これらノイズの問題はコンピュータの動作を妨げるものではないとはいえ、オーディオの専門家や愛好家のために機械的に静かになるよう設計されたはずの液冷モデルでは特に問題となった。
シングルプロセッサのPower Mac G5でよく見られた問題として、RAMを検出できなくなり、コンピュータが正しく起動しなくなる問題があった。これは8つのRAMスロットをつなぐロジックボードにハンダ付けされた金属板が時間とともに伸縮するためで、プレートを再はんだ付けするか、ロジックボードの反対側をヒートガンで熱することで解決される。
2.5GHzデュアルプロセッサと2.7GHzデュアルプロセッサ、2.5GHzクアッドプロセッサ仕様のすべてに、プロセッサにボルト止めされたラジエーター、冷却水ポンプ、熱交換器から成る液冷システムが搭載された。この冷却システムは、ゼネラルモーターズのハリソン・ラジエーター部門であったデルファイ・オートモーティブ社製であった。しかし、通常の自動車用冷却剤より腐食性の高いGMDexcool冷却剤を使用したため、冷却液漏れが発生する事態を招いた。この液漏れを放置すると、プロセッサやロジックボードが壊れたり、さらにはアルミ筐体まで腐食する可能性がある。緑色の冷却液の緑色の滴で液漏れを発見できることもあったが、実際多くのマシンでは、漏れは非常にわずかで、コンピュータ全体を分解しなければ検出することは難しかった。後のモデル（2.7GHzのみ）にはパナソニックの液冷システムが搭載され、より信頼性が高くなっている。
この液冷システムは、通常ヒートシンクが入るはずのケースに収まっているため、液冷仕様と空冷仕様を簡単に見分けることはできないが、液冷マシンの多くには、液漏れの可能性について警告するステッカーが内部に貼られている。